# Disuq
Disuq (alternativ stavning Desouk, arabisk: دسوق, tr. Disūq) er en by i det nordlige Egypten, med et indbyggertal på cirka 129.604(2009).
31°8′32″N 30°38′42″Ø / 31.14222°N 30.64500°Ø